# Fiestas de Taiwán

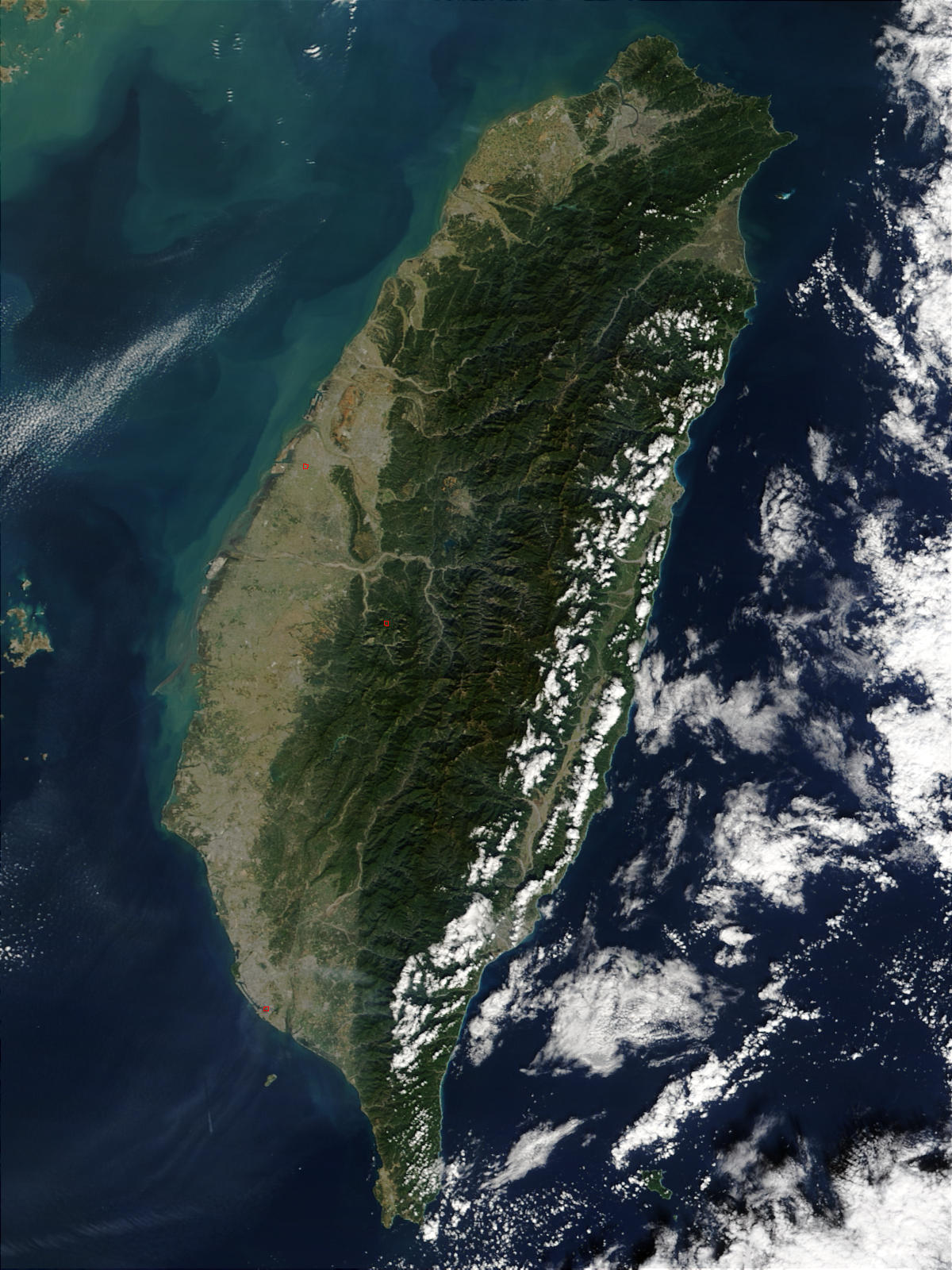
Foto desde satélite de Taiwán.

Las fiestas de Taiwán o fiestas de la República de China son las festividades que se dan lugar en Taiwán, también denominada República de China.

## Festividades
Gran parte de la población taiwanesa es una población de origen chino divididos en tres grupos primordiales, minnan, hakka y continentales. Los orígenes del pueblo minnan de Taiwán fueron las localidades de Zhangzhou y Quanzhou, en el sur de la provincia Fujian de China continental. Los minnan son aproximadamente el 70% de la población de la isla. Su llegada a Taiwán se remonta a mediados del siglo xvii. En esa época, el viaje desde el territorio continental involucraba una peligrosa travesía a través del Estrecho de Taiwán.
Fruto de esto, surgireon varias ceremonias folklóricas, como el festival de la quema del barco de Wangyeh, el dios de la Pestilencia; así como la devota adoración de la emperatriz celestial Mazu, diosa protectora de los marineros.

### Ceremonia de quema del barco de Wangyeh

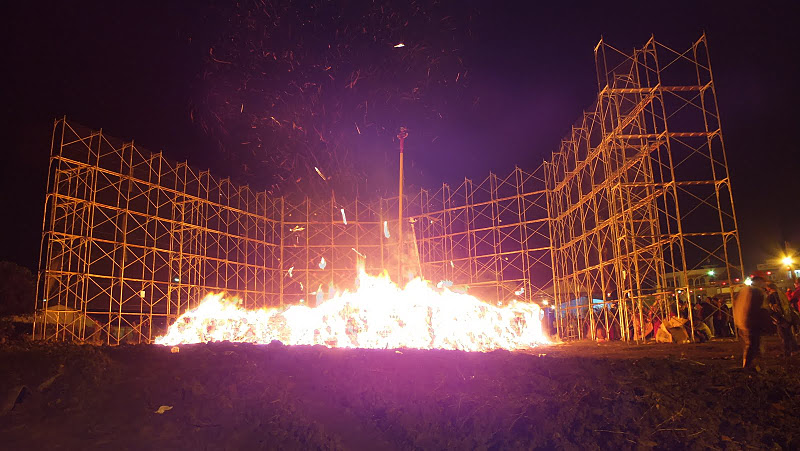
Ceremonia de quema del barco de Wangyeh.

La ceremonia de quema del barco de Wangyeh se celebraba para despedir al dios de la Pestilencia en su viaje hacia alta mar, y los rituales se realizaban en los templos del litoral sudoccidental de Taiwán.
La más conocida de estas actuaciones tradicionales se realiza en el templo Tunglung de Donggang, en el distrito de Pingtung, trienalmente. Al principio, los artesanos construyen una embarcación con gran decoración para, posteriormente, el barco decorado es rellenado con papel moneda. Después de una semana, la embarcación se transporta al mar, donde se enciende como ofrenda a las divinidades Wangyeh. A medida que se quema, se cree que desaparecen las epidemias, pestilencias y otros infortunios.

### Devoción a la diosa Mazu

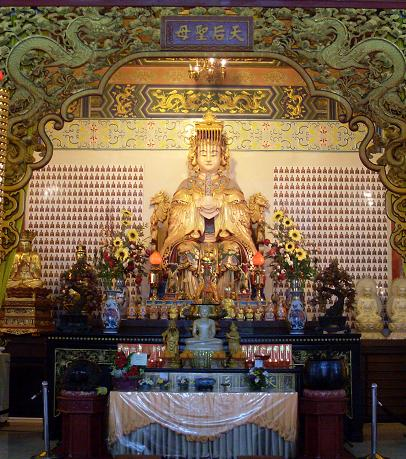
Estatua en devoción a la diosa Mazu.

La peregrinación que se realiza en devoción a la diosa Mazu del templo Jenn Lann, de Dajia, del distrito de Taichung y que tiene una duración de varias jornadas, revela la fe ferviente de los devotos de la diosa, que es la deidad más importante de Taiwán. Los creyentes creen que Mazu es el espíritu deificado de una joven mujer, Lin Mo-niang, que nació en 960 y creció en la isla Meizhou en la costa de la provincia de Fujian.
La devoción de Mazu se inició en Taiwán al comienzo de la llegada de los primeros inmigrantes de Fujian a la isla. De acuerdo con los organizadores del Festival Mazu, la estatua de Dajia fue transportada de Fujian a la zona sobre 1730. Tras esto, la peregrinación comenzó en el siglo xviii, cuando los creyentes se iniciaron a llevar a Mazu de Dajia, del templo Jenn Lann al pueblo natal de Lin Mo-niang, en la isla Meizhou, un viaje que se realizaba cada doce años.
En la actualidad hay más de 800 templos dedicados a Mazu repartidos por todo Taiwán, ya que hay aproximadamente 10 millones de devotos en la isla y un total de 200 millones alrededor del mundo, incluyendo los de China continental y otros países con considerable población de chinos étnicos, tales como Vietnam, Malasia, Estados Unidos y Australia.
La gira anual de la diosa se lleva a cabo durante el tercer mes del calendario lunar en conmemoració del nacimiento de Mazu, que cae el vigesimotercer día del mes. El evento es un peregrinaje de más de 300 km antes de volver a casa y a lo largo del cual los 53 pueblos que envuelven a Dajia demuestran su devoción con un fervor particular. La jornada dura ocho días y siete noches y atrae a más de un millón de seguidores que la siguen y veneran.